# Tour du Guangxi 2017
Le Tour du Guangxi 2017 est la première édition du Tour du Guangxi, course cycliste sur route masculine. C'est la dernière épreuve du calendrier de l'UCI World Tour 2017.

## Équipes
Le  Tour du Guangxi est l'une des dix épreuves intégrant l'UCI World Tour en 2017 et auxquelles les équipes World Tour ne sont pas obligées de participer. Seize d'entre elles sont présentes. Deux équipes continentales professionnelles sont invitées.
| WorldTeams (16)- Astana - Bahrain-Merida - BMC Racing Team - Bora-Hansgrohe - Cannondale-Drapac - Dimension Data - Lotto-Soudal - Movistar Team - Orica-Scott - Quick-Step Floors - Katusha-Alpecin - Lotto NL-Jumbo - Sky - Team Sunweb - Trek-Segafredo - UAE Team Emirates Équipes continentales professionnelles (2)- Caja Rural-Seguros RGA - Nippo-Vini Fantini |
| |

## Étapes
| Étape     | Date    | Villes étapes            | type                      | Distance (km) | Vainqueur d'étape | Leader du classement général |
| --------- | ------- | ------------------------ | ------------------------- | ------------- | ----------------- | ---------------------------- |
| 1re étape | 19 oct. | Beihai – Beihai          | étape de plaine           | 107,4         | Fernando Gaviria  | Fernando Gaviria             |
| 2e étape  | 20 oct. | Qinzhou – Nanning        | étape de plaine           | 156,7         | Fernando Gaviria  | Fernando Gaviria             |
| 3e étape  | 21 oct. | Nanning – Nanning        | étape de plaine           | 125,3         | Fernando Gaviria  | Fernando Gaviria             |
| 4e étape  | 22 oct. | Nanning – Xian de Mashan | étape de moyenne montagne | 151           | Tim Wellens       | Tim Wellens                  |
| 5e étape  | 23 oct. | Liuzhou – Guilin         | étape de moyenne montagne | 212,2         | Dylan Groenewegen | Tim Wellens                  |
| 6e étape  | 24 oct. | Guilin – Guilin          | étape de moyenne montagne | 168           | Fernando Gaviria  | Tim Wellens                  |

## Déroulement de la course

### 1reétape
| \| Classement de l'étape \| Classement de l'étape \| Classement de l'étape \| Classement de l'étape \| Classement de l'étape \| \| Coureur \| Coureur \| Pays \| Équipe \| Temps \| \| --------------------- \| --------------------- \| --------------------- \| ---------------------- \| --------------------- \| \| 1er \| Fernando Gaviria \| Colombie \| Quick-Step Floors \| 2 h 20 min 01 s \| \| 2e \| Dylan Groenewegen \| Pays-Bas \| LottoNL-Jumbo \| + 0 s \| \| 3e \| Pascal Ackermann \| Allemagne \| Bora-Hansgrohe \| + 0 s \| \| 4e \| Max Walscheid \| Allemagne \| Team Sunweb \| + 0 s \| \| 5e \| Wouter Wippert \| Pays-Bas \| Cannondale-Drapac \| + 0 s \| \| 6e \| Andrea Guardini \| Italie \| UAE Team Emirates \| + 0 s \| \| 7e \| Danny van Poppel \| Pays-Bas \| Team Sky \| + 0 s \| \| 8e \| Dylan Page \| Suisse \| Caja Rural-Seguros RGA \| + 0 s \| \| 9e \| Rick Zabel \| Allemagne \| Katusha-Alpecin \| + 0 s \| \| 10e \| Moreno Hofland \| Pays-Bas \| Lotto-Soudal \| + 0 s \| |                   |           |                        |                 |
| |                   |           |                        |                 |
| Source : ProCyclingStats |                   |           |                        |                 |
| Classement de l'étape |                   |           |                        |                 |
| Coureur | Coureur           | Pays      | Équipe                 | Temps           |
| 1er | Fernando Gaviria  | Colombie  | Quick-Step Floors      | 2 h 20 min 01 s |
| 2e | Dylan Groenewegen | Pays-Bas  | LottoNL-Jumbo          | + 0 s           |
| 3e | Pascal Ackermann  | Allemagne | Bora-Hansgrohe         | + 0 s           |
| 4e | Max Walscheid     | Allemagne | Team Sunweb            | + 0 s           |
| 5e | Wouter Wippert    | Pays-Bas  | Cannondale-Drapac      | + 0 s           |
| 6e | Andrea Guardini   | Italie    | UAE Team Emirates      | + 0 s           |
| 7e | Danny van Poppel  | Pays-Bas  | Team Sky               | + 0 s           |
| 8e | Dylan Page        | Suisse    | Caja Rural-Seguros RGA | + 0 s           |
| 9e | Rick Zabel        | Allemagne | Katusha-Alpecin        | + 0 s           |
| 10e | Moreno Hofland    | Pays-Bas  | Lotto-Soudal           | + 0 s           |

| \| Classement général \| Classement général \| Classement général \| Classement général \| Classement général \| \| Coureur \| Coureur \| Pays \| Équipe \| Temps \| \| ------------------ \| ------------------ \| ------------------ \| ------------------ \| ------------------ \| \| 1er \| Fernando Gaviria \| Colombie \| Quick-Step Floors \| 2 h 19 min 51 s \| \| 2e \| Silvan Dillier \| Suisse \| BMC Racing Team \| + 1 s \| \| 3e \| Dylan Groenewegen \| Pays-Bas \| LottoNL-Jumbo \| + 4 s \| \| 4e \| Pascal Ackermann \| Allemagne \| Bora-Hansgrohe \| + 6 s \| \| 5e \| Andriy Grivko \| Ukraine \| Astana \| + 6 s \| \| 6e \| Rémi Cavagna \| France \| Quick-Step Floors \| + 7 s \| \| 7e \| Nicolas Dougall \| Afrique du Sud \| Dimension Data \| + 8 s \| \| 8e \| Max Walscheid \| Allemagne \| Team Sunweb \| + 10 s \| \| 9e \| Wouter Wippert \| Pays-Bas \| Cannondale-Drapac \| + 10 s \| \| 10e \| Andrea Guardini \| Italie \| UAE Team Emirates \| + 10 s \| |                   |                |                   |                 |
| |                   |                |                   |                 |
| Source : ProCyclingStats |                   |                |                   |                 |
| Classement général |                   |                |                   |                 |
| Coureur | Coureur           | Pays           | Équipe            | Temps           |
| 1er | Fernando Gaviria  | Colombie       | Quick-Step Floors | 2 h 19 min 51 s |
| 2e | Silvan Dillier    | Suisse         | BMC Racing Team   | + 1 s           |
| 3e | Dylan Groenewegen | Pays-Bas       | LottoNL-Jumbo     | + 4 s           |
| 4e | Pascal Ackermann  | Allemagne      | Bora-Hansgrohe    | + 6 s           |
| 5e | Andriy Grivko     | Ukraine        | Astana            | + 6 s           |
| 6e | Rémi Cavagna      | France         | Quick-Step Floors | + 7 s           |
| 7e | Nicolas Dougall   | Afrique du Sud | Dimension Data    | + 8 s           |
| 8e | Max Walscheid     | Allemagne      | Team Sunweb       | + 10 s          |
| 9e | Wouter Wippert    | Pays-Bas       | Cannondale-Drapac | + 10 s          |
| 10e | Andrea Guardini   | Italie         | UAE Team Emirates | + 10 s          |

### 2eétape
| \| Classement de l'étape \| Classement de l'étape \| Classement de l'étape \| Classement de l'étape \| Classement de l'étape \| \| Coureur \| Coureur \| Pays \| Équipe \| Temps \| \| --------------------- \| --------------------- \| --------------------- \| --------------------- \| --------------------- \| \| 1er \| Fernando Gaviria \| Colombie \| Quick-Step Floors \| 3 h 43 min 54 s \| \| 2e \| Max Walscheid \| Allemagne \| Team Sunweb \| + 0 s \| \| 3e \| Wouter Wippert \| Pays-Bas \| Cannondale-Drapac \| + 0 s \| \| 4e \| Matteo Pelucchi \| Italie \| Bora-Hansgrohe \| + 0 s \| \| 5e \| Mekseb Debesay \| Érythrée \| Dimension Data \| + 0 s \| \| 6e \| Magnus Cort Nielsen \| Danemark \| Orica-Scott \| + 0 s \| \| 7e \| Sonny Colbrelli \| Italie \| Bahrain-Merida \| + 0 s \| \| 8e \| Federico Zurlo \| Italie \| UAE Team Emirates \| + 0 s \| \| 9e \| Daniel Oss \| Italie \| BMC Racing Team \| + 0 s \| \| 10e \| Giacomo Nizzolo \| Italie \| Trek-Segafredo \| + 0 s \| |                     |           |                   |                 |
| |                     |           |                   |                 |
| Source : ProCyclingStats |                     |           |                   |                 |
| Classement de l'étape |                     |           |                   |                 |
| Coureur | Coureur             | Pays      | Équipe            | Temps           |
| 1er | Fernando Gaviria    | Colombie  | Quick-Step Floors | 3 h 43 min 54 s |
| 2e | Max Walscheid       | Allemagne | Team Sunweb       | + 0 s           |
| 3e | Wouter Wippert      | Pays-Bas  | Cannondale-Drapac | + 0 s           |
| 4e | Matteo Pelucchi     | Italie    | Bora-Hansgrohe    | + 0 s           |
| 5e | Mekseb Debesay      | Érythrée  | Dimension Data    | + 0 s           |
| 6e | Magnus Cort Nielsen | Danemark  | Orica-Scott       | + 0 s           |
| 7e | Sonny Colbrelli     | Italie    | Bahrain-Merida    | + 0 s           |
| 8e | Federico Zurlo      | Italie    | UAE Team Emirates | + 0 s           |
| 9e | Daniel Oss          | Italie    | BMC Racing Team   | + 0 s           |
| 10e | Giacomo Nizzolo     | Italie    | Trek-Segafredo    | + 0 s           |

| \| Classement général \| Classement général \| Classement général \| Classement général \| Classement général \| \| Coureur \| Coureur \| Pays \| Équipe \| Temps \| \| ------------------ \| ------------------ \| ------------------ \| ---------------------- \| ------------------ \| \| 1er \| Fernando Gaviria \| Colombie \| Quick-Step Floors \| 6 h 03 min 35 s \| \| 2e \| Silvan Dillier \| Suisse \| BMC Racing Team \| + 5 s \| \| 3e \| Max Walscheid \| Allemagne \| Team Sunweb \| + 14 s \| \| 4e \| Dylan Groenewegen \| Pays-Bas \| LottoNL-Jumbo \| + 14 s \| \| 5e \| Wouter Wippert \| Pays-Bas \| Cannondale-Drapac \| + 16 s \| \| 6e \| Andriy Grivko \| Ukraine \| Astana \| + 16 s \| \| 7e \| Pascal Ackermann \| Allemagne \| Bora-Hansgrohe \| + 16 s \| \| 8e \| Wilco Kelderman \| Pays-Bas \| Team Sunweb \| + 17 s \| \| 9e \| Rémi Cavagna \| France \| Quick-Step Floors \| + 17 s \| \| 10e \| Jonathan Lastra \| Espagne \| Caja Rural-Seguros RGA \| + 17 s \| |                   |           |                        |                 |
| |                   |           |                        |                 |
| Source : ProCyclingStats |                   |           |                        |                 |
| Classement général |                   |           |                        |                 |
| Coureur | Coureur           | Pays      | Équipe                 | Temps           |
| 1er | Fernando Gaviria  | Colombie  | Quick-Step Floors      | 6 h 03 min 35 s |
| 2e | Silvan Dillier    | Suisse    | BMC Racing Team        | + 5 s           |
| 3e | Max Walscheid     | Allemagne | Team Sunweb            | + 14 s          |
| 4e | Dylan Groenewegen | Pays-Bas  | LottoNL-Jumbo          | + 14 s          |
| 5e | Wouter Wippert    | Pays-Bas  | Cannondale-Drapac      | + 16 s          |
| 6e | Andriy Grivko     | Ukraine   | Astana                 | + 16 s          |
| 7e | Pascal Ackermann  | Allemagne | Bora-Hansgrohe         | + 16 s          |
| 8e | Wilco Kelderman   | Pays-Bas  | Team Sunweb            | + 17 s          |
| 9e | Rémi Cavagna      | France    | Quick-Step Floors      | + 17 s          |
| 10e | Jonathan Lastra   | Espagne   | Caja Rural-Seguros RGA | + 17 s          |

### 3eétape
| \| Classement de l'étape \| Classement de l'étape \| Classement de l'étape \| Classement de l'étape \| Classement de l'étape \| \| Coureur \| Coureur \| Pays \| Équipe \| Temps \| \| --------------------- \| --------------------- \| --------------------- \| ---------------------- \| --------------------- \| \| 1er \| Fernando Gaviria \| Colombie \| Quick-Step Floors \| 2 h 41 min 57 s \| \| 2e \| Max Walscheid \| Allemagne \| Team Sunweb \| + 0 s \| \| 3e \| Magnus Cort Nielsen \| Danemark \| Orica-Scott \| + 0 s \| \| 4e \| Niccolò Bonifazio \| Italie \| Bahrain-Merida \| + 0 s \| \| 5e \| Wouter Wippert \| Pays-Bas \| Cannondale-Drapac \| + 0 s \| \| 6e \| Dylan Page \| Suisse \| Caja Rural-Seguros RGA \| + 0 s \| \| 7e \| Matteo Pelucchi \| Italie \| Bora-Hansgrohe \| + 0 s \| \| 8e \| Andrea Guardini \| Italie \| UAE Team Emirates \| + 0 s \| \| 9e \| Moreno Hofland \| Pays-Bas \| Lotto-Soudal \| + 0 s \| \| 10e \| Bernhard Eisel \| Autriche \| Dimension Data \| + 0 s \| |                     |           |                        |                 |
| |                     |           |                        |                 |
| Source : ProCyclingStats |                     |           |                        |                 |
| Classement de l'étape |                     |           |                        |                 |
| Coureur | Coureur             | Pays      | Équipe                 | Temps           |
| 1er | Fernando Gaviria    | Colombie  | Quick-Step Floors      | 2 h 41 min 57 s |
| 2e | Max Walscheid       | Allemagne | Team Sunweb            | + 0 s           |
| 3e | Magnus Cort Nielsen | Danemark  | Orica-Scott            | + 0 s           |
| 4e | Niccolò Bonifazio   | Italie    | Bahrain-Merida         | + 0 s           |
| 5e | Wouter Wippert      | Pays-Bas  | Cannondale-Drapac      | + 0 s           |
| 6e | Dylan Page          | Suisse    | Caja Rural-Seguros RGA | + 0 s           |
| 7e | Matteo Pelucchi     | Italie    | Bora-Hansgrohe         | + 0 s           |
| 8e | Andrea Guardini     | Italie    | UAE Team Emirates      | + 0 s           |
| 9e | Moreno Hofland      | Pays-Bas  | Lotto-Soudal           | + 0 s           |
| 10e | Bernhard Eisel      | Autriche  | Dimension Data         | + 0 s           |

| \| Classement général \| Classement général \| Classement général \| Classement général \| Classement général \| \| Coureur \| Coureur \| Pays \| Équipe \| Temps \| \| ------------------ \| ------------------- \| ------------------ \| ------------------ \| ------------------ \| \| 1er \| Fernando Gaviria \| Colombie \| Quick-Step Floors \| 8 h 45 min 22 s \| \| 2e \| Silvan Dillier \| Suisse \| BMC Racing Team \| + 13 s \| \| 3e \| Max Walscheid \| Allemagne \| Team Sunweb \| + 18 s \| \| 4e \| Dylan Groenewegen \| Pays-Bas \| LottoNL-Jumbo \| + 24 s \| \| 5e \| Wouter Wippert \| Pays-Bas \| Cannondale-Drapac \| + 26 s \| \| 6e \| Magnus Cort Nielsen \| Danemark \| Orica-Scott \| + 26 s \| \| 7e \| Pascal Ackermann \| Allemagne \| Bora-Hansgrohe \| + 26 s \| \| 8e \| Andriy Grivko \| Ukraine \| Astana \| + 26 s \| \| 9e \| Wilco Kelderman \| Pays-Bas \| Team Sunweb \| + 27 s \| \| 10e \| Julian Alaphilippe \| France \| Quick-Step Floors \| + 27 s \| |                     |           |                   |                 |
| |                     |           |                   |                 |
| Source : ProCyclingStats |                     |           |                   |                 |
| Classement général |                     |           |                   |                 |
| Coureur | Coureur             | Pays      | Équipe            | Temps           |
| 1er | Fernando Gaviria    | Colombie  | Quick-Step Floors | 8 h 45 min 22 s |
| 2e | Silvan Dillier      | Suisse    | BMC Racing Team   | + 13 s          |
| 3e | Max Walscheid       | Allemagne | Team Sunweb       | + 18 s          |
| 4e | Dylan Groenewegen   | Pays-Bas  | LottoNL-Jumbo     | + 24 s          |
| 5e | Wouter Wippert      | Pays-Bas  | Cannondale-Drapac | + 26 s          |
| 6e | Magnus Cort Nielsen | Danemark  | Orica-Scott       | + 26 s          |
| 7e | Pascal Ackermann    | Allemagne | Bora-Hansgrohe    | + 26 s          |
| 8e | Andriy Grivko       | Ukraine   | Astana            | + 26 s          |
| 9e | Wilco Kelderman     | Pays-Bas  | Team Sunweb       | + 27 s          |
| 10e | Julian Alaphilippe  | France    | Quick-Step Floors | + 27 s          |

### 4eétape
| \| Classement de l'étape \| Classement de l'étape \| Classement de l'étape \| Classement de l'étape \| Classement de l'étape \| \| Coureur \| Coureur \| Pays \| Équipe \| Temps \| \| --------------------- \| --------------------- \| --------------------- \| --------------------- \| --------------------- \| \| 1er \| Tim Wellens \| Belgique \| Lotto-Soudal \| 3 h 23 min 18 s \| \| 2e \| Bauke Mollema \| Pays-Bas \| Trek-Segafredo \| + 0 s \| \| 3e \| Nicolas Roche \| Irlande \| BMC Racing Team \| + 4 s \| \| 4e \| Julian Alaphilippe \| France \| Quick-Step Floors \| + 6 s \| \| 5e \| Ben Hermans \| Belgique \| BMC Racing Team \| + 6 s \| \| 6e \| Wout Poels \| Pays-Bas \| Team Sky \| + 12 s \| \| 7e \| Matej Mohorič \| Slovénie \| UAE Team Emirates \| + 12 s \| \| 8e \| Rein Taaramäe \| Estonie \| Katusha-Alpecin \| + 17 s \| \| 9e \| Mekseb Debesay \| Érythrée \| Dimension Data \| + 20 s \| \| 10e \| Rémi Cavagna \| France \| Quick-Step Floors \| + 22 s \| |                    |          |                   |                 |
| |                    |          |                   |                 |
| Source : ProCyclingStats |                    |          |                   |                 |
| Classement de l'étape |                    |          |                   |                 |
| Coureur | Coureur            | Pays     | Équipe            | Temps           |
| 1er | Tim Wellens        | Belgique | Lotto-Soudal      | 3 h 23 min 18 s |
| 2e | Bauke Mollema      | Pays-Bas | Trek-Segafredo    | + 0 s           |
| 3e | Nicolas Roche      | Irlande  | BMC Racing Team   | + 4 s           |
| 4e | Julian Alaphilippe | France   | Quick-Step Floors | + 6 s           |
| 5e | Ben Hermans        | Belgique | BMC Racing Team   | + 6 s           |
| 6e | Wout Poels         | Pays-Bas | Team Sky          | + 12 s          |
| 7e | Matej Mohorič      | Slovénie | UAE Team Emirates | + 12 s          |
| 8e | Rein Taaramäe      | Estonie  | Katusha-Alpecin   | + 17 s          |
| 9e | Mekseb Debesay     | Érythrée | Dimension Data    | + 20 s          |
| 10e | Rémi Cavagna       | France   | Quick-Step Floors | + 22 s          |

| \| Classement général \| Classement général \| Classement général \| Classement général \| Classement général \| \| Coureur \| Coureur \| Pays \| Équipe \| Temps \| \| ------------------ \| ------------------ \| ------------------ \| ------------------ \| ------------------ \| \| 1er \| Tim Wellens \| Belgique \| Lotto-Soudal \| 12 h 09 min 00 s \| \| 2e \| Bauke Mollema \| Pays-Bas \| Trek-Segafredo \| + 4 s \| \| 3e \| Nicolas Roche \| Irlande \| BMC Racing Team \| + 9 s \| \| 4e \| Julian Alaphilippe \| France \| Quick-Step Floors \| + 13 s \| \| 5e \| Ben Hermans \| Belgique \| BMC Racing Team \| + 16 s \| \| 6e \| Matej Mohorič \| Slovénie \| UAE Team Emirates \| + 22 s \| \| 7e \| Wout Poels \| Pays-Bas \| Team Sky \| + 22 s \| \| 8e \| Silvan Dillier \| Suisse \| BMC Racing Team \| + 27 s \| \| 9e \| Rein Taaramäe \| Estonie \| Katusha-Alpecin \| + 27 s \| \| 10e \| Rémi Cavagna \| France \| Quick-Step Floors \| + 29 s \| |                    |          |                   |                  |
| |                    |          |                   |                  |
| Source : ProCyclingStats |                    |          |                   |                  |
| Classement général |                    |          |                   |                  |
| Coureur | Coureur            | Pays     | Équipe            | Temps            |
| 1er | Tim Wellens        | Belgique | Lotto-Soudal      | 12 h 09 min 00 s |
| 2e | Bauke Mollema      | Pays-Bas | Trek-Segafredo    | + 4 s            |
| 3e | Nicolas Roche      | Irlande  | BMC Racing Team   | + 9 s            |
| 4e | Julian Alaphilippe | France   | Quick-Step Floors | + 13 s           |
| 5e | Ben Hermans        | Belgique | BMC Racing Team   | + 16 s           |
| 6e | Matej Mohorič      | Slovénie | UAE Team Emirates | + 22 s           |
| 7e | Wout Poels         | Pays-Bas | Team Sky          | + 22 s           |
| 8e | Silvan Dillier     | Suisse   | BMC Racing Team   | + 27 s           |
| 9e | Rein Taaramäe      | Estonie  | Katusha-Alpecin   | + 27 s           |
| 10e | Rémi Cavagna       | France   | Quick-Step Floors | + 29 s           |

### 5eétape
| \| Classement de l'étape \| Classement de l'étape \| Classement de l'étape \| Classement de l'étape \| Classement de l'étape \| \| Coureur \| Coureur \| Pays \| Équipe \| Temps \| \| --------------------- \| --------------------- \| --------------------- \| --------------------- \| --------------------- \| \| 1er \| Dylan Groenewegen \| Pays-Bas \| LottoNL-Jumbo \| 5 h 04 min 21 s \| \| 2e \| Fernando Gaviria \| Colombie \| Quick-Step Floors \| + 0 s \| \| 3e \| Magnus Cort Nielsen \| Danemark \| Orica-Scott \| + 0 s \| \| 4e \| Mike Teunissen \| Pays-Bas \| Team Sunweb \| + 0 s \| \| 5e \| Pierpaolo De Negri \| Italie \| Nippo-Vini Fantini \| + 0 s \| \| 6e \| Roger Kluge \| Allemagne \| Orica-Scott \| + 0 s \| \| 7e \| Sonny Colbrelli \| Italie \| Bahrain-Merida \| + 0 s \| \| 8e \| Wouter Wippert \| Pays-Bas \| Cannondale-Drapac \| + 0 s \| \| 9e \| Rick Zabel \| Allemagne \| Katusha-Alpecin \| + 0 s \| \| 10e \| Tosh Van der Sande \| Belgique \| Lotto-Soudal \| + 0 s \| |                     |           |                    |                 |
| |                     |           |                    |                 |
| Source : ProCyclingStats |                     |           |                    |                 |
| Classement de l'étape |                     |           |                    |                 |
| Coureur | Coureur             | Pays      | Équipe             | Temps           |
| 1er | Dylan Groenewegen   | Pays-Bas  | LottoNL-Jumbo      | 5 h 04 min 21 s |
| 2e | Fernando Gaviria    | Colombie  | Quick-Step Floors  | + 0 s           |
| 3e | Magnus Cort Nielsen | Danemark  | Orica-Scott        | + 0 s           |
| 4e | Mike Teunissen      | Pays-Bas  | Team Sunweb        | + 0 s           |
| 5e | Pierpaolo De Negri  | Italie    | Nippo-Vini Fantini | + 0 s           |
| 6e | Roger Kluge         | Allemagne | Orica-Scott        | + 0 s           |
| 7e | Sonny Colbrelli     | Italie    | Bahrain-Merida     | + 0 s           |
| 8e | Wouter Wippert      | Pays-Bas  | Cannondale-Drapac  | + 0 s           |
| 9e | Rick Zabel          | Allemagne | Katusha-Alpecin    | + 0 s           |
| 10e | Tosh Van der Sande  | Belgique  | Lotto-Soudal       | + 0 s           |

| \| Classement général \| Classement général \| Classement général \| Classement général \| Classement général \| \| Coureur \| Coureur \| Pays \| Équipe \| Temps \| \| ------------------ \| ------------------ \| ------------------ \| ------------------ \| ------------------ \| \| 1er \| Tim Wellens \| Belgique \| Lotto-Soudal \| 17 h 13 min 19 s \| \| 2e \| Bauke Mollema \| Pays-Bas \| Trek-Segafredo \| + 6 s \| \| 3e \| Nicolas Roche \| Irlande \| BMC Racing Team \| + 11 s \| \| 4e \| Julian Alaphilippe \| France \| Quick-Step Floors \| + 15 s \| \| 5e \| Ben Hermans \| Belgique \| BMC Racing Team \| + 18 s \| \| 6e \| Matej Mohorič \| Slovénie \| UAE Team Emirates \| + 24 s \| \| 7e \| Wout Poels \| Pays-Bas \| Team Sky \| + 24 s \| \| 8e \| Silvan Dillier \| Suisse \| BMC Racing Team \| + 29 s \| \| 9e \| Rein Taaramäe \| Estonie \| Katusha-Alpecin \| + 29 s \| \| 10e \| Mekseb Debesay \| Érythrée \| Dimension Data \| + 31 s \| |                    |          |                   |                  |
| |                    |          |                   |                  |
| Source : ProCyclingStats |                    |          |                   |                  |
| Classement général |                    |          |                   |                  |
| Coureur | Coureur            | Pays     | Équipe            | Temps            |
| 1er | Tim Wellens        | Belgique | Lotto-Soudal      | 17 h 13 min 19 s |
| 2e | Bauke Mollema      | Pays-Bas | Trek-Segafredo    | + 6 s            |
| 3e | Nicolas Roche      | Irlande  | BMC Racing Team   | + 11 s           |
| 4e | Julian Alaphilippe | France   | Quick-Step Floors | + 15 s           |
| 5e | Ben Hermans        | Belgique | BMC Racing Team   | + 18 s           |
| 6e | Matej Mohorič      | Slovénie | UAE Team Emirates | + 24 s           |
| 7e | Wout Poels         | Pays-Bas | Team Sky          | + 24 s           |
| 8e | Silvan Dillier     | Suisse   | BMC Racing Team   | + 29 s           |
| 9e | Rein Taaramäe      | Estonie  | Katusha-Alpecin   | + 29 s           |
| 10e | Mekseb Debesay     | Érythrée | Dimension Data    | + 31 s           |

### 6eétape
| \| Classement de l'étape \| Classement de l'étape \| Classement de l'étape \| Classement de l'étape \| Classement de l'étape \| \| Coureur \| Coureur \| Pays \| Équipe \| Temps \| \| --------------------- \| --------------------- \| --------------------- \| --------------------- \| --------------------- \| \| 1er \| Fernando Gaviria \| Colombie \| Quick-Step Floors \| 3 h 46 min 30 s \| \| 2e \| Niccolò Bonifazio \| Italie \| Bahrain-Merida \| + 0 s \| \| 3e \| Dylan Groenewegen \| Pays-Bas \| LottoNL-Jumbo \| + 0 s \| \| 4e \| Andrea Guardini \| Italie \| UAE Team Emirates \| + 0 s \| \| 5e \| Magnus Cort Nielsen \| Danemark \| Orica-Scott \| + 0 s \| \| 6e \| Max Walscheid \| Allemagne \| Team Sunweb \| + 0 s \| \| 7e \| Matteo Pelucchi \| Italie \| Bora-Hansgrohe \| + 0 s \| \| 8e \| Maximiliano Richeze \| Argentine \| Quick-Step Floors \| + 0 s \| \| 9e \| Roger Kluge \| Allemagne \| Orica-Scott \| + 0 s \| \| 10e \| Grega Bole \| Slovénie \| Bahrain-Merida \| + 0 s \| |                     |           |                   |                 |
| |                     |           |                   |                 |
| Source : ProCyclingStats |                     |           |                   |                 |
| Classement de l'étape |                     |           |                   |                 |
| Coureur | Coureur             | Pays      | Équipe            | Temps           |
| 1er | Fernando Gaviria    | Colombie  | Quick-Step Floors | 3 h 46 min 30 s |
| 2e | Niccolò Bonifazio   | Italie    | Bahrain-Merida    | + 0 s           |
| 3e | Dylan Groenewegen   | Pays-Bas  | LottoNL-Jumbo     | + 0 s           |
| 4e | Andrea Guardini     | Italie    | UAE Team Emirates | + 0 s           |
| 5e | Magnus Cort Nielsen | Danemark  | Orica-Scott       | + 0 s           |
| 6e | Max Walscheid       | Allemagne | Team Sunweb       | + 0 s           |
| 7e | Matteo Pelucchi     | Italie    | Bora-Hansgrohe    | + 0 s           |
| 8e | Maximiliano Richeze | Argentine | Quick-Step Floors | + 0 s           |
| 9e | Roger Kluge         | Allemagne | Orica-Scott       | + 0 s           |
| 10e | Grega Bole          | Slovénie  | Bahrain-Merida    | + 0 s           |

| \| Classement général \| Classement général \| Classement général \| Classement général \| Classement général \| \| Coureur \| Coureur \| Pays \| Équipe \| Temps \| \| ------------------ \| ------------------ \| ------------------ \| ------------------ \| ------------------ \| \| 1er \| Tim Wellens \| Belgique \| Lotto-Soudal \| 20 h 59 min 49 s \| \| 2e \| Bauke Mollema \| Pays-Bas \| Trek-Segafredo \| + 6 s \| \| 3e \| Nicolas Roche \| Irlande \| BMC Racing Team \| + 11 s \| \| 4e \| Julian Alaphilippe \| France \| Quick-Step Floors \| + 15 s \| \| 5e \| Ben Hermans \| Belgique \| BMC Racing Team \| + 18 s \| \| 6e \| Matej Mohorič \| Slovénie \| UAE Team Emirates \| + 24 s \| \| 7e \| Wout Poels \| Pays-Bas \| Team Sky \| + 24 s \| \| 8e \| Silvan Dillier \| Suisse \| BMC Racing Team \| + 29 s \| \| 9e \| Rein Taaramäe \| Estonie \| Katusha-Alpecin \| + 29 s \| \| 10e \| Mekseb Debesay \| Érythrée \| Dimension Data \| + 31 s \| |                    |          |                   |                  |
| |                    |          |                   |                  |
| Source : ProCyclingStats |                    |          |                   |                  |
| Classement général |                    |          |                   |                  |
| Coureur | Coureur            | Pays     | Équipe            | Temps            |
| 1er | Tim Wellens        | Belgique | Lotto-Soudal      | 20 h 59 min 49 s |
| 2e | Bauke Mollema      | Pays-Bas | Trek-Segafredo    | + 6 s            |
| 3e | Nicolas Roche      | Irlande  | BMC Racing Team   | + 11 s           |
| 4e | Julian Alaphilippe | France   | Quick-Step Floors | + 15 s           |
| 5e | Ben Hermans        | Belgique | BMC Racing Team   | + 18 s           |
| 6e | Matej Mohorič      | Slovénie | UAE Team Emirates | + 24 s           |
| 7e | Wout Poels         | Pays-Bas | Team Sky          | + 24 s           |
| 8e | Silvan Dillier     | Suisse   | BMC Racing Team   | + 29 s           |
| 9e | Rein Taaramäe      | Estonie  | Katusha-Alpecin   | + 29 s           |
| 10e | Mekseb Debesay     | Érythrée | Dimension Data    | + 31 s           |

## Classements finals

### Classement général final
| \| Classement général \| Classement général \| Classement général \| Classement général \| Classement général \| \| Coureur \| Coureur \| Pays \| Équipe \| Temps \| \| ------------------ \| ------------------ \| ------------------ \| ------------------ \| ------------------ \| \| 1er \| Tim Wellens \| Belgique \| Lotto-Soudal \| 20 h 59 min 49 s \| \| 2e \| Bauke Mollema \| Pays-Bas \| Trek-Segafredo \| + 6 s \| \| 3e \| Nicolas Roche \| Irlande \| BMC Racing Team \| + 11 s \| \| 4e \| Julian Alaphilippe \| France \| Quick-Step Floors \| + 15 s \| \| 5e \| Ben Hermans \| Belgique \| BMC Racing Team \| + 18 s \| \| 6e \| Matej Mohorič \| Slovénie \| UAE Team Emirates \| + 24 s \| \| 7e \| Wout Poels \| Pays-Bas \| Team Sky \| + 24 s \| \| 8e \| Silvan Dillier \| Suisse \| BMC Racing Team \| + 29 s \| \| 9e \| Rein Taaramäe \| Estonie \| Katusha-Alpecin \| + 29 s \| \| 10e \| Mekseb Debesay \| Érythrée \| Dimension Data \| + 31 s \| |                    |          |                   |                  |
| |                    |          |                   |                  |
| Source : ProCyclingStats |                    |          |                   |                  |
| Classement général |                    |          |                   |                  |
| Coureur | Coureur            | Pays     | Équipe            | Temps            |
| 1er | Tim Wellens        | Belgique | Lotto-Soudal      | 20 h 59 min 49 s |
| 2e | Bauke Mollema      | Pays-Bas | Trek-Segafredo    | + 6 s            |
| 3e | Nicolas Roche      | Irlande  | BMC Racing Team   | + 11 s           |
| 4e | Julian Alaphilippe | France   | Quick-Step Floors | + 15 s           |
| 5e | Ben Hermans        | Belgique | BMC Racing Team   | + 18 s           |
| 6e | Matej Mohorič      | Slovénie | UAE Team Emirates | + 24 s           |
| 7e | Wout Poels         | Pays-Bas | Team Sky          | + 24 s           |
| 8e | Silvan Dillier     | Suisse   | BMC Racing Team   | + 29 s           |
| 9e | Rein Taaramäe      | Estonie  | Katusha-Alpecin   | + 29 s           |
| 10e | Mekseb Debesay     | Érythrée | Dimension Data    | + 31 s           |

## Évolution des classements
| Étape              | Vainqueur          | Classement général | Classement par points | Classement de la montagne | Classement du meilleur jeune | Classement par équipes |
| ------------------ | ------------------ | ------------------ | --------------------- | ------------------------- | ---------------------------- | ---------------------- |
| 1                  | Fernando Gaviria   | Fernando Gaviria   | Silvan Dillier        | Rémi Cavagna              | Fernando Gaviria             | UAE Emirates           |
| 2                  | Fernando Gaviria   | Fernando Gaviria   | Fernando Gaviria      | Silvan Dillier            | Fernando Gaviria             | UAE Emirates           |
| 3                  | Fernando Gaviria   | Fernando Gaviria   | Fernando Gaviria      | Silvan Dillier            | Fernando Gaviria             | UAE Emirates           |
| 4                  | Tim Wellens        | Tim Wellens        | Fernando Gaviria      | Nicolas Roche             | Julian Alaphilippe           | BMC Racing             |
| 5                  | Dylan Groenewegen  | Tim Wellens        | Fernando Gaviria      | Daniel Oss                | Julian Alaphilippe           | BMC Racing             |
| 6                  | Fernando Gaviria   | Tim Wellens        | Fernando Gaviria      | Daniel Oss                | Julian Alaphilippe           | BMC Racing             |
| Classements finals | Classements finals | Tim Wellens        | Fernando Gaviria      | Daniel Oss                | Julian Alaphilippe           | BMC Racing             |

## Liste des participants
- Liste des participants

| Astana AST          | Astana AST                 | Astana AST |
| ------------------- | -------------------------- | ---------- |
| Num                 | Coureur                    | Pos        |
| 1                   | Dario Cataldo (ITA)        |            |
| 2                   | Daniil Fominykh (KAZ)      |            |
| 3                   | Jakob Fuglsang (DEN)       |            |
| 4                   | Andriy Grivko (UKR)        |            |
| 5                   | Arman Kamyshev (KAZ)       |            |
| 6                   | Bakhtiyar Kozhatayev (KAZ) |            |
| 7                   | Artyom Zakharov (KAZ)      |            |
| Directeur sportif : |                            |            |

| Bahrain-Merida TBM  | Bahrain-Merida TBM      | Bahrain-Merida TBM |
| ------------------- | ----------------------- | ------------------ |
| Num                 | Coureur                 | Pos                |
| 11                  | Yukiya Arashiro (JPN)   |                    |
| 12                  | Grega Bole (SLO)        |                    |
| 13                  | Niccolò Bonifazio (ITA) |                    |
| 14                  | Janez Brajkovič (SLO)   |                    |
| 15                  | Sonny Colbrelli (ITA)   |                    |
| 16                  | Luka Pibernik (SLO)     |                    |
| 17                  | Meiyin Wang (CHN)       |                    |
| Directeur sportif : |                         |                    |

| BMC Racing BMC      | BMC Racing BMC       | BMC Racing BMC |
| ------------------- | -------------------- | -------------- |
| Num                 | Coureur              | Pos            |
| 21                  | Silvan Dillier (SUI) |                |
| 22                  | Floris Gerts (NED)   |                |
| 23                  | Ben Hermans (BEL)    |                |
| 24                  | Joey Rosskopf (USA)  |                |
| 25                  | Manuel Senni (ITA)   |                |
| 26                  | Daniel Oss (ITA)     |                |
| 27                  | Nicolas Roche (IRL)  |                |
| Directeur sportif : |                      |                |

| Bora-Hansgrohe BOH  | Bora-Hansgrohe BOH              | Bora-Hansgrohe BOH |
| ------------------- | ------------------------------- | ------------------ |
| Num                 | Coureur                         | Pos                |
| 31                  | Pascal Ackermann (GER)          |                    |
| 32                  | Shane Archbold (NZL)            |                    |
| 33                  | Silvio Herklotz (GER)           |                    |
| 34                  | Leopold König (CZE)             |                    |
| 35                  | José Mendes (POR)               |                    |
| 36                  | Matteo Pelucchi (ITA)           |                    |
| 37                  | Aleksejs Saramotins (LAT) (Clm) |                    |
| Directeur sportif : |                                 |                    |

| Cannondale-Drapac CDT | Cannondale-Drapac CDT     | Cannondale-Drapac CDT |
| --------------------- | ------------------------- | --------------------- |
| Num                   | Coureur                   | Pos                   |
| 41                    | Hugh Carthy (GBR)         |                       |
| 42                    | Simon Clarke (AUS)        |                       |
| 43                    | Lawson Craddock (USA)     |                       |
| 44                    | Sebastian Langeveld (NED) |                       |
| 45                    | Dylan van Baarle (NED)    |                       |
| 46                    | Sep Vanmarcke (BEL)       |                       |
| 47                    | Wouter Wippert (NED)      |                       |
| Directeur sportif :   |                           |                       |

| Dimension Data DDD  | Dimension Data DDD         | Dimension Data DDD |
| ------------------- | -------------------------- | ------------------ |
| Num                 | Coureur                    | Pos                |
| 51                  | Mekseb Debesay (ERI)       |                    |
| 52                  | Nicolas Dougall (RSA)      |                    |
| 53                  | Bernhard Eisel (AUT)       |                    |
| 54                  | Ryan Gibbons (RSA)         |                    |
| 55                  | Lachlan Morton (AUS)       |                    |
| 56                  | Daniel Teklehaimanot (ERI) |                    |
| 57                  | Jay Robert Thomson (RSA)   |                    |
| Directeur sportif : |                            |                    |

| Lotto-Soudal LTS    | Lotto-Soudal LTS         | Lotto-Soudal LTS |
| ------------------- | ------------------------ | ---------------- |
| Num                 | Coureur                  | Pos              |
| 61                  | Thomas De Gendt (BEL)    |                  |
| 62                  | Adam Hansen (AUS)        |                  |
| 63                  | Moreno Hofland (NED)     |                  |
| 64                  | Tosh Van der Sande (BEL) |                  |
| 65                  | Louis Vervaeke (BEL)     |                  |
| 66                  | Tim Wellens (BEL)        |                  |
| 67                  | Enzo Wouters (BEL)       |                  |
| Directeur sportif : |                          |                  |

| Movistar MOV        | Movistar MOV           | Movistar MOV |
| ------------------- | ---------------------- | ------------ |
| Num                 | Coureur                | Pos          |
| 71                  | Andrey Amador (CRC)    |              |
| 72                  | Nuno Bico (POR)        |              |
| 73                  | Héctor Carretero (ESP) |              |
| 74                  | Alex Dowsett (GBR)     |              |
| 75                  | Jesús Herrada (ESP)    |              |
| 76                  | José Herrada (ESP)     |              |
| 77                  | Dayer Quintana (COL)   |              |
| Directeur sportif : |                        |              |

| Orica-Scott ORS     | Orica-Scott ORS               | Orica-Scott ORS |
| ------------------- | ----------------------------- | --------------- |
| Num                 | Coureur                       | Pos             |
| 81                  | Caleb Ewan (AUS)              |                 |
| 82                  | Jack Haig (AUS)               |                 |
| 83                  | Christopher Juul Jensen (DEN) |                 |
| 84                  | Jens Keukeleire (BEL)         |                 |
| 85                  | Magnus Cort Nielsen (DEN)     |                 |
| 86                  | Roger Kluge (GER)             |                 |
| 87                  |                               |                 |
| Directeur sportif : |                               |                 |

| Quick-Step Floors QST | Quick-Step Floors QST     | Quick-Step Floors QST |
| --------------------- | ------------------------- | --------------------- |
| Num                   | Coureur                   | Pos                   |
| 91                    | Julian Alaphilippe (FRA)  |                       |
| 92                    | Rémi Cavagna (FRA)        |                       |
| 93                    | Fernando Gaviria (COL)    |                       |
| 94                    | Martin Velits (SVK)       |                       |
| 95                    | Davide Martinelli (ITA)   |                       |
| 96                    | Maximiliano Richeze (ARG) |                       |
| 97                    | Pieter Serry (BEL)        |                       |
| Directeur sportif :   |                           |                       |

| Katusha-Alpecin KAT | Katusha-Alpecin KAT   | Katusha-Alpecin KAT |
| ------------------- | --------------------- | ------------------- |
| Num                 | Coureur               | Pos                 |
| 101                 | Marco Haller (AUT)    |                     |
| 102                 | Rick Zabel (GER)      |                     |
| 103                 | Pavel Kochetkov (RUS) |                     |
| 104                 | Marco Mathis (GER)    |                     |
| 105                 | Michael Mørkøv (DEN)  |                     |
| 106                 | Rein Taaramäe (EST)   |                     |
| 107                 | Ángel Vicioso (ESP)   |                     |
| Directeur sportif : |                       |                     |

| Lotto NL-Jumbo TLJ  | Lotto NL-Jumbo TLJ          | Lotto NL-Jumbo TLJ |
| ------------------- | --------------------------- | ------------------ |
| Num                 | Coureur                     | Pos                |
| 111                 | Lars Boom (NED)             |                    |
| 112                 | Victor Campenaerts (BEL)    |                    |
| 113                 | Dylan Groenewegen (NED)     |                    |
| 114                 | Amund Grøndahl Jansen (NOR) |                    |
| 115                 | Daan Olivier (NED)          |                    |
| 116                 | Gijs Van Hoecke (BEL)       |                    |
| 117                 | Robert Wagner (GER)         |                    |
| Directeur sportif : |                             |                    |

| Sky SKY             | Sky SKY                 | Sky SKY |
| ------------------- | ----------------------- | ------- |
| Num                 | Coureur                 | Pos     |
| 121                 | Jonathan Dibben (GBR)   |         |
| 122                 | Owain Doull (GBR)       |         |
| 123                 | Beñat Intxausti (ESP)   | AB-2    |
| 124                 | Mikel Landa (ESP)       |         |
| 125                 | Wout Poels (NED)        |         |
| 126                 | Danny van Poppel (NED)  |         |
| 127                 | Łukasz Wiśniowski (POL) |         |
| Directeur sportif : |                         |         |

| Sunweb SUN          | Sunweb SUN             | Sunweb SUN |
| ------------------- | ---------------------- | ---------- |
| Num                 | Coureur                | Pos        |
| 131                 | Wilco Kelderman (NED)  | AB-4       |
| 132                 | Lennard Hofstede (NED) |            |
| 133                 | Michael Matthews (AUS) | NP-4       |
| 134                 |                        |            |
| 135                 | Mike Teunissen (NED)   |            |
| 136                 | Albert Timmer (NED)    |            |
| 137                 | Max Walscheid (GER)    |            |
| Directeur sportif : |                        |            |

| Trek-Segafredo TFS  | Trek-Segafredo TFS    | Trek-Segafredo TFS |
| ------------------- | --------------------- | ------------------ |
| Num                 | Coureur               | Pos                |
| 141                 |                       |                    |
| 142                 | Julien Bernard (FRA)  |                    |
| 143                 | Laurent Didier (LUX)  |                    |
| 144                 | Bauke Mollema (NED)   |                    |
| 145                 | Giacomo Nizzolo (ITA) |                    |
| 146                 | Grégory Rast (SUI)    |                    |
| 147                 | Peter Stetina (USA)   |                    |
| Directeur sportif : |                       |                    |

| UAE Emirates UAD    | UAE Emirates UAD        | UAE Emirates UAD |
| ------------------- | ----------------------- | ---------------- |
| Num                 | Coureur                 | Pos              |
| 151                 | Matteo Bono (ITA)       |                  |
| 152                 | Valerio Conti (ITA)     |                  |
| 153                 | Kristijan Đurasek (CRO) |                  |
| 154                 | Andrea Guardini (ITA)   |                  |
| 155                 | Federico Zurlo (ITA)    | AB-4             |
| 156                 | Matej Mohorič (SLO)     |                  |
| 157                 | Oliviero Troia (ITA)    |                  |
| Directeur sportif : |                         |                  |

| Caja Rural-Seguros RGA CJR | Caja Rural-Seguros RGA CJR | Caja Rural-Seguros RGA CJR |
| -------------------------- | -------------------------- | -------------------------- |
| Num                        | Coureur                    | Pos                        |
| 161                        | Antonio Molina (ESP)       |                            |
| 162                        | Miguel Ángel Benito (ESP)  |                            |
| 163                        |                            |                            |
| 164                        | Fabricio Ferrari (URU)     |                            |
| 165                        | Jon Irisarri (ESP)         |                            |
| 166                        | Jonathan Lastra (ESP)      |                            |
| 167                        | Dylan Page (SUI)           |                            |
| Directeur sportif :        |                            |                            |

| Nippo-Vini Fantini NIP | Nippo-Vini Fantini NIP     | Nippo-Vini Fantini NIP |
| ---------------------- | -------------------------- | ---------------------- |
| Num                    | Coureur                    | Pos                    |
| 171                    | Giacomo Berlato (ITA)      |                        |
| 172                    | Pierpaolo De Negri (ITA)   |                        |
| 173                    | Masakazu Ito (JPN)         |                        |
| 174                    | Kazushige Kuboki (JPN)     |                        |
| 175                    | Nicolas Marini (ITA)       |                        |
| 176                    | Riccardo Stacchiotti (ITA) |                        |
| 177                    | Kōhei Uchima (JPN)         |                        |
| Directeur sportif :    |                            |                        |